# Happy hour
- Commons
- Wikcionário

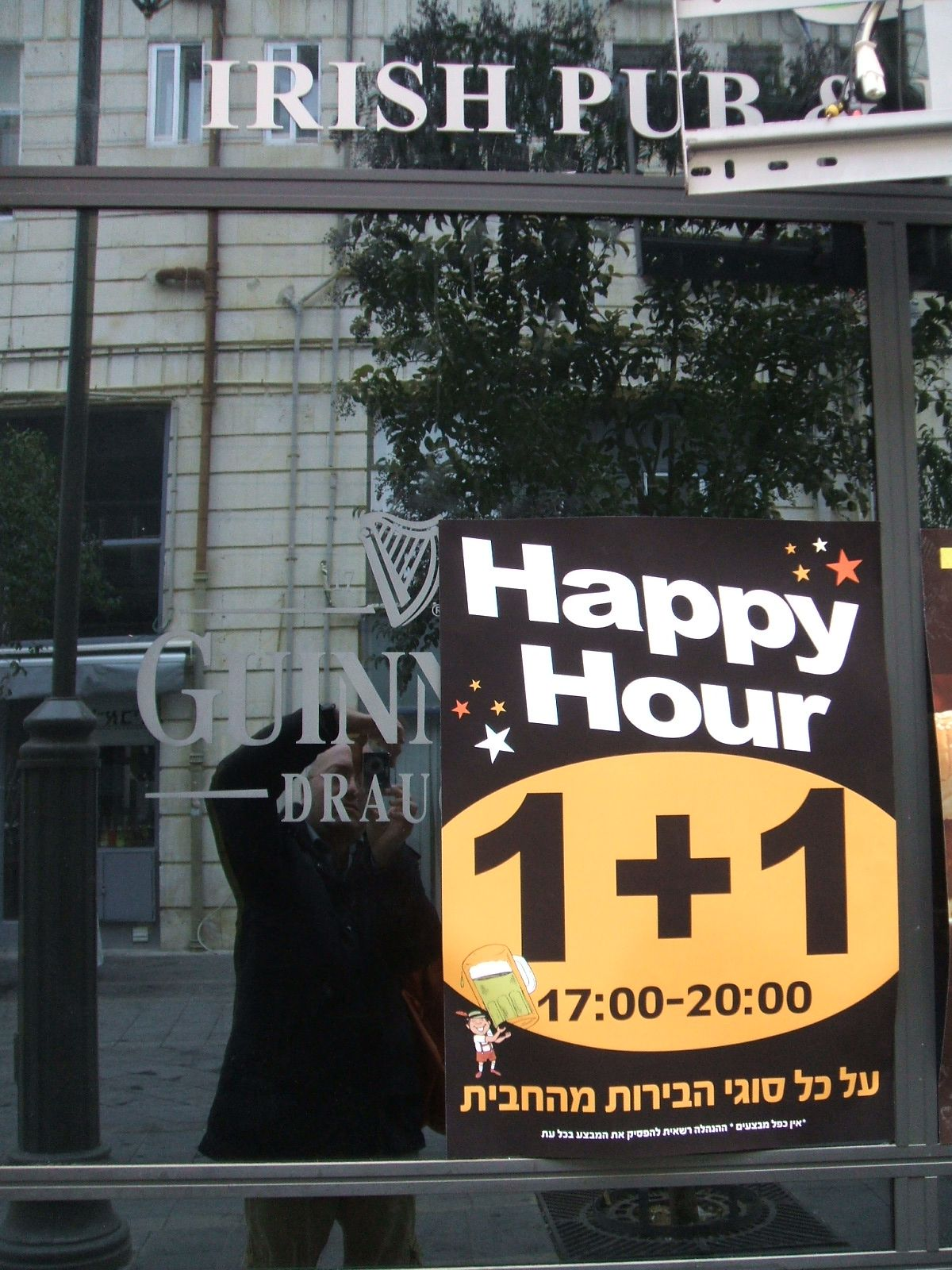
Happy hour.

Happy hour (em português: hora feliz) é uma comemoração informal, feita geralmente por colegas de estudo e trabalho, após a execução de alguma tarefa ou ao fim de um expediente. Tais comemorações são comuns em várias partes do mundo e em grandes cidades no Brasil e em Portugal.
Em geral, os pontos de encontro são bares e restaurantes, sendo comum o consumo de petiscos e bebidas alcoólicas (notadamente, a cerveja). Em certos casos, o estabelecimento comercial oferece música ao vivo, criando um ambiente bem aconchegante para os encontros.
Alguns estabelecimentos oferecem promoções com descontos para o consumo de bebidas alcoólicas e/ou outros alimentos, no horário correspondente ao final do expediente (entre 16:00 e 19:00, por exemplo) sendo que o dia oficial são as quintas-feiras.
Happy hour é uma expressão em inglês cuja tradução literal é "hora feliz" e consiste em uma estratégia de marketing onde durante um determinado período de tempo as bebidas são vendidas com um preço mais baixo.
A happy hour surgiu nos Estados Unidos e se espalhou para outros países, como o Brasil, e é bastante comum em bares e restaurantes, que fazem promoções, permitindo que os clientes ganhem bebidas de graça ou tenham descontos em bebidas e cocktails. Muitas vezes também são oferecidos diversos petiscos.
Este evento costuma ser organizado com o objetivo de aliviar o stress, juntando pessoas que acabam o seu dia de trabalho e se juntam para conviver. O horário da happy hour varia de acordo com o estabelecimento comercial. Apesar de o nome ser happy hour, não significa que a duração seja apenas de uma hora, sendo que alguns happy hours podem durar mais de uma hora.
Em vários países, cidades e estados (Irlanda, Glasgow, Utah) foram instituídas leis que proíbem a organização da Happy Hour, com o fundamento que as happy hours encorajam um comportamento perigoso para a saúde. No entanto, em Junho de 2012 a happy hour foi legalizada no estado do Kansas dos Estados Unidos, depois de um banimento de 26 anos.

## Origem do Happy Hour
Alguns autores afirmam que a expressão happy hour surgiu na década de 20 do século XX, no contexto da Marinha dos Estados Unidos da América. Era usada na gíria para descrever um tempo de entretenimento a bordo de um navio, no qual eram organizadas lutas de boxe ou wrestling para aliviar o stress, combater a monotonia e melhorar moral dos tripulantes. A expressão passou a ser de forma civil a partir de 1959.